# Halk Bankası Spor Kulübü 2013-2014 (pallavolo maschile)
Questa voce raccoglie le informazioni riguardanti l'Halk Bankası Spor Kulübü nelle competizioni ufficiali della stagione 2013-2014.

## Organigramma societario
Area direttiva
- Presidente: Selahattin Süleymanoğlu

Area tecnica
- Allenatore: Radostin Stojčev
- Allenatore in seconda: Taner Atik

## Rosa
| N° | Nome                | Ruolo | Data di nascita   | Nazionalità sportiva |
| -- | ------------------- | ----- | ----------------- | -------------------- |
| 1  | Matej Kazijski      | S     | 23 settembre 1984 | Bulgaria             |
| 2  | Vefa Yılmaz         | P     | 24 aprile 1982    | Turchia              |
| 3  | Sabit Karaağaç      | C     | 5 maggio 1987     | Turchia              |
| 4  | Kerem Yaşar         | L     | 18 giugno 1992    | Turchia              |
| 5  | Osmany Juantorena   | S     | 12 agosto 1985    | Italia               |
| 6  | Can Ayvazoğlu       | S     | 14 settembre 1979 | Turchia              |
| 7  | Raphael de Oliveira | P     | 14 giugno 1979    | Brasile              |
| 8  | Burutay Subaşı      | S     | 15 luglio 1990    | Turchia              |
| 10 | Emre Batur          | C     | 21 aprile 1988    | Turchia              |
| 11 | Hüseyin Koç         | P     | 30 luglio 1979    | Turchia              |
| 12 | Mitar Đurić         | O     | 25 aprile 1989    | Grecia               |
| 13 | Maurício de Souza   | C     | 29 settembre 1988 | Brasile              |
| 14 | Nuri Şahin          | L     | 1º gennaio 1980   | Turchia              |
| 15 | Resul Tekeli        | C     | 16 settembre 1986 | Turchia              |

## Statistiche

### Statistiche di squadra
| Competizione     | Punti | In casa | In casa | In casa | In trasferta | In trasferta | In trasferta | Totale | Totale | Totale |
| Competizione     | Punti | G       | V       | P       | G            | V            | P            | G      | V      | P      |
| ---------------- | ----- | ------- | ------- | ------- | ------------ | ------------ | ------------ | ------ | ------ | ------ |
| Voleybol 1. Ligi | 60,2  | 15      | 13      | 2       | 15           | 14           | 1            | 30     | 27     | 3      |
| Coppa di Turchia | -     | 1       | 1       | 0       | 1            | 1            | 0            | 5      | 5      | 0      |
| Supercoppa turca | -     | -       | -       | -       | -            | -            | -            | 1      | 1      | 0      |
| Champions League | 13    | 3       | 2       | 1       | 3            | 2            | 1            | 8      | 5      | 3      |
| Totale           | -     | 19      | 16      | 3       | 19           | 17           | 2            | 44     | 38     | 6      |

G = partite giocate; V = partite vinte; P = partite perse

### Statistiche dei giocatori
| Giocatore      | Voleybol 1. Ligi | Voleybol 1. Ligi | Voleybol 1. Ligi | Voleybol 1. Ligi | Voleybol 1. Ligi | Coppa di Turchia | Coppa di Turchia | Coppa di Turchia | Coppa di Turchia | Coppa di Turchia | Champions League | Champions League | Champions League | Champions League | Champions League |
| Giocatore      | P                | PT               | AV               | MV               | BV               | P                | PT               | AV               | MV               | BV               | P                | PT               | AV               | MV               | BV               |
| -------------- | ---------------- | ---------------- | ---------------- | ---------------- | ---------------- | ---------------- | ---------------- | ---------------- | ---------------- | ---------------- | ---------------- | ---------------- | ---------------- | ---------------- | ---------------- |
| C. Ayvazoğlu   | 29               | 19               | 15               | 4                | 0                | 5                | 0                | 0                | 0                | 0                | 8                | 0                | 0                | 0                | 0                |
| E. Batur       | 28               | 230              | 151              | 63               | 16               | 5                | 45               | 27               | 11               | 7                | 8                | 66               | 45               | 13               | 8                |
| R. de Oliveira | 10               | 21               | 8                | 10               | 3                | 1                | 0                | 0                | 0                | 0                | 7                | 14               | 6                | 4                | 4                |
| M. de Souza    | 5                | 19               | 11               | 4                | 4                | -                | -                | -                | -                | -                | 4                | 30               | 11               | 17               | 2                |
| M. Đurić       | 19               | 189              | 250              | 28               | 11               | 4                | 47               | 42               | 3                | 2                | 8                | 116              | 100              | 12               | 4                |
| O. Juantorena  | 27               | 397              | 328              | 33               | 36               | 4                | 73               | 59               | 4                | 10               | 8                | 130              | 112              | 7                | 11               |
| S. Karaağaç    | 12               | 31               | 18               | 10               | 3                | 1                | 0                | 0                | 0                | 0                | 0                | 0                | 0                | 0                | 0                |
| M. Kazijski    | 29               | 331              | 266              | 28               | 37               | 5                | 72               | 58               | 7                | 7                | 8                | 116              | 98               | 7                | 11               |
| H. Koç         | 24               | 60               | 23               | 30               | 7                | 5                | 16               | 6                | 8                | 2                | 7                | 6                | 4                | 1                | 1                |
| N. Şahin       | 30               | 1                | 1                | 0                | 0                | 5                | 0                | 0                | 0                | 0                | 8                | 0                | 0                | 0                | 0                |
| B. Subaşı      | 30               | 201              | 149              | 26               | 26               | 5                | 34               | 28               | 3                | 3                | 8                | 8                | 8                | 0                | 0                |
| R. Tekeli      | 28               | 171              | 121              | 44               | 6                | 5                | 43               | 29               | 10               | 4                | 6                | 31               | 16               | 11               | 4                |
| K. Yaşar       | 12               | 3                | 2                | 1                | 0                | 0                | 0                | 0                | 0                | 0                | 2                | 0                | 0                | 0                | 0                |
| V. Yılmaz      | 15               | 4                | 3                | 1                | 0                | 0                | 0                | 0                | 0                | 0                | -                | -                | -                | -                | -                |

P = presenze; PT = punti totali; AV = attacchi vincenti; MV = muri vincenti; BV = battute vincenti

NB: Non sono disponibili i dati relativi alla Supercoppa turca e di conseguenza i dati totali